# Ernst Andersson
Ernst Andersson, né le 26 mars 1909 en Suède et mort le 9 octobre 1989, était un joueur et entraîneur de football suédois.

## Biographie

### Joueur
Durant sa carrière de club, il évolue exclusivement dans le club suédois de l'IFK Göteborg entre 1927 et 1943.
Au niveau international, il joue avec l'équipe de Suède pendant la coupe du monde 1934 en Italie.

### Entraîneur
Entre 1941 et 1942, il est l'entraîneur-joueur de son club, l'IFK Göteborg.